# Marek Ilnicki
Marek Jarosław Ilnicki (ur. 11 marca 1961 w Gdyni, zm. 18 kwietnia 2021 w Warszawie) – polski specjalista w zakresie obronności, doktor habilitowany, funkcjonariusz Straży Granicznej.

## Życiorys
W 1991 uzyskał tytuł magistra nauk politycznych na Wojskowej Akademii Politycznej im. Feliksa Dzierżyńskiego. W 1992 obronił na Akademii Obrony Narodowej napisaną pod kierunkiem Leonarda Łukaszuka pracę doktorską Prawa i obowiązki państw neutralnych w wojnie na morzu. 24 czerwca 1997 tamże habilitował się na podstawie pracy zatytułowanej Rozwój i użycie morskiej broni minowej. Aspekty strategiczno-obronne i prawnomiędzynarodowe. Został zatrudniony na stanowisku profesora w Instytucie Stosunków Międzynarodowych na Wydziale Nauk Społecznych i Dziennikarstwa Dolnośląskiej Szkole Wyższej Edukacji Towarzystwa Wiedzy Powszechnej we Wrocławiu, w Instytucie Dowódczo-Sztabowym Akademii Marynarki Wojennej im. Bohaterów Westerplatte, oraz na Wydziale Ekonomicznym Wyższej Szkole Społeczno-Ekonomicznej w Warszawie.
Był profesorem nadzwyczajnym na Wydziale Nauk Politycznych Akademii Humanistycznej im. Aleksandra Gieysztora w Pułtusku i członkiem Komisji Uprawnień Akademickich (Komisje Rady Głównej) Rady Głównej Nauki i Szkolnictwa Wyższego, a także członkiem prezydium Rady Głównej Nauki i Szkolnictwa Wyższego.
Stopień doktora pod jego kierunkiem uzyskał m.in. Dariusz Bugajski.
Był zastępcą komendanta Morskiego Oddziału Straży Granicznej. Miał stopień komandora porucznika.
W 1997 „za wzorowe, wyjątkowo sumienne wykonywanie obowiązków wynikających z pracy zawodowej” został odznaczony Brązowym Krzyżem Zasługi. 
Syn Anny i Jana. Pochowany na cmentarzu komunalnym w Kosakowie.